# 7. letalski korpus (JLA)
Za druge 7. korpuse glejte 7. korpus.
7. letalski korpus je bil korpus vojnega letalstva in protiletalske obrambe v sestavi Jugoslovanske ljudske armade.

## Organizacija
1960
- 7. polk VOJIN
- ELABA
- AEV

1961
- 7. polk VOJIN
- 103. letalski polk
- 462. ELABA
- AEV